# Alex Pașcanu
Alexandru Ștefan Pașcanu (n. 28 septembrie 1998, Bârlad, Vaslui, România) este un fotbalist român și britanic, care joacă pe post de fundaș la Rapid în SuperLiga României. Pe plan internațional, are prezențe la națională pentru România Sub-21, România Sub-19 și România.

## Primii ani
Pașcanu a crescut la Bogdănești, Vaslui, înainte de a se muta în Anglia, țară în care a emigrat alături de familia lui și în care Alex și-a petrecut restul copilăriei. Acolo a început fotbalul la Leicester FC, pentru care a jucat numai la echipa de juniori. S-a remarcat mai ales ca membru al echipei naționale U21 a României, în campania reușită de calificare la turneul final al Campionatului European din 2019, și în meciurile de la turneul final, unde echipa sa a ajuns în semifinale. După turneul final, a semnat cu CFR Cluj, sperând că cu această echipă va debuta în competițiile oficiale profesioniste. Acest debut s-a produs în meciul cu FCSB din 22 septembrie 2019, terminat 0–0, în care a intrat în minutul 71 pe postul de fundaș-stânga în locul lui Valentin Costache.

## Premii individuale
- Leicester City U23 Jucătorul sezonului 2016-2017 [6]